# Ali Al-Habsi
Ali Al-Habsi (* 30. prosince 1981 v Maskatu, Omán), celým jménem Ali Abdulláh Harib Al-Habsi (arabsky علي بن عبد الله بن حارب الحبسي‎), je bývalý ománský fotbalista, jenž hrál na postu : brankáře. V ománské reprezentaci odehrál více než 110 zápasů.

## Klubová kariéra
Aliho úspěchem je vítězství v Gulf Cupu, turnaje kterého se účastní fotbalové reprezentace států Rady pro spolupráci arabských států v Zálivu.
V sezóně 2012/13 vyhrál s Wiganem FA Cup – anglický fotbalový pohár.